# Periploma margaritaceum
Periploma margaritaceum is een tweekleppigensoort uit de familie van de Periplomatidae. De wetenschappelijke naam van de soort werd in 1801 voor het eerst geldig gepubliceerd door Jean-Baptiste de Lamarck.